# Skander Souayah
Skander Souayah (* 20. November 1972 in Sfax) ist ein ehemaliger tunesischer Fußballspieler. Der Mittelfeldspieler war tunesischer Nationalspieler.
Er begann seine Karriere 1992 beim CS Sfax. Mit Sfax wurde er 1995 Tunesischer Meister und Pokalsieger. 1998 konnten der CAF Cup und 2000 der UAFA Cup gewonnen werden. 2001 wechselte er zu Espérance Sportive de Tunis. Zwischen 2002 und 2004 wurde er mit Espérance dreimal in Folge Tunesischer Meister. 2005 beendete er seine Laufbahn.
Souayah wurde zwischen 1993 und 2002 insgesamt 38-mal in die tunesische Nationalmannschaft berufen und schoss sieben Tore. Er nahm für sein Land an der Weltmeisterschaft 1998 teil und erzielte beim 1:1 gegen Gruppensieger Rumänien das einzige tunesische Tor im Turnier. Im März 2002 wurde er bei der Dopingkontrolle nach dem Länderspiel gegen Norwegen positiv auf Nandrolon getestet und für sechs Monate gesperrt.